# Bramont
Der Bramont ist ein Fluss in Frankreich, der im Département Lozère in der Region Okzitanien verläuft. Er entspringt im Nationalpark Cevennen, im Gemeindegebiet von Saint-Étienne-du-Valdonnez, entwässert anfangs in südwestlicher Richtung, schwenkt dann auf Nordwest und mündet nach rund 25 Kilometern knapp südlich von Balsièges als linker Nebenfluss in den Lot.

## Orte am Fluss
- Saint-Étienne-du-Valdonnez
- Saint-Bauzile
- Balsièges